# Lijst van Pruisische ministers van Justitie
Dit is een lijst van ministers van Justitie van Pruisen.

## Ministers van Justitie
- 1810-1825: Friedrich Leopold von Kircheisen
- 1825-1830: Heinrich von Danckelmann
- 1832-1844: Heinrich Gottlob von Mühler
- 1844-1848: Alexander von Uhden
- 1848: Friedrich Wilhelm Ludwig von Bornemann
- 1848: Karl Anton Maerker
- 1848: Gustav Wilhelm Kisker
- 1848-1849: Wilhelm von Rintelen
- 1849-1860: Ludwig Simons
- 1860-1862: August von Bernuth
- 1862-1867: Leopold van Lippe
- 1867-1879: Adolf Leonhardt
- 1879-1889: Heinrich von Friedberg
- 1889-1894: Hermann von Schelling
- 1894-1905: Karl Heinrich Schönstedt
- 1905-1917: Maximilian von Beseler
- 1917-1918: Peter Spahn
- 1918: Peter Spahn en Kurt Rosenfeld
- 1918-1919: Wolfgang Heine
- 1919-1927: Hugo am Zehnhoff
- 1927-1933: Hermann Schmidt
- 1932-1933: Heinrich Hölscher (rijkscommissaris)
- 1933-1934: Hanns Kerrl
- 1934-1935: Franz Gürtner

## Ministers van Justitie voor Herziening van de Wetgeving
- 1832-1842: Karl Albert von Kamptz
- 1842-1848: Friedrich Carl von Savigny